# Масив Поставарул
Масив Поставарул (рум. Masivul Postăvarul) планински је масив који се налази у Румунији и део је великог планинског ланца Источних Карпата, који се пружа источним делом Румуније дужином север-југ. Највиши врх овог масива је врх Поставарул са надморском висином од 1799 метара. Геолошки масив Поставарул се налази на самом рубу такозваног великог лука Источних Карпата и пружа се правцем од североистока до југозапада паралелно са суседним планинским масивом Пјатра Маре (рум. Masivul Piatra Mare) и представља саму границу овог ланца са планинским ланцем Јужних Карпата или Трансилванијских Алпа како се још називају.

## Галерија слика
- Путоказ за пешачке и планинарске стазе
- Поглед на скијашке стазе
- Поглед на масив Поставарул са Мале пољане (Poiana Mica)
- Поглед са врха на суседни масив Пјатра Маре 1844 м
- Поглед према долини Прахова
- Поглед са врха Поставарул према Брашову
- Стеновити врх Поставарул
- Ограда на врху
- Станица гондоле
- Параглајдер полеће са врха Поставарул